# Ілля Троянов
Ілля Троянов (болг. Илия Троянов, нім. Ilija Trojanow, 23 серпня 1965 року, Софія) — німецький письменник, перекладач і видавець болгарського походження.

## Біографія
1971 року родина через Югославію та Італію переїхала до Німеччини, де отримала політичний притулок. В 1973 році батькові запропонували місце інженера в Кенії. Ілля до 1984 року жив у Найробі, навчався в німецькомовній школі. Потім вивчав етнологію і право в Мюнхенському університеті (1985—1989). Створив два видавництва, що спеціалізуються на африканській літературі. Жив у Індії та ПАР, потім у Німеччині та Австрії. Багато подорожував. Мешкає у Відні.

## Творчість
Опублікував декілька книг подорожніх нотаток, перекладав німецькою африканських письменників. У 1996 році опублікував перший роман Світ великий, і спасіння чекає скрізь, що мав великий успіх і був перекладений кількома мовами. Продовжує видавати книги про свої подорожі, працює на межі fiction та non-fiction.

## Вибрані твори
- Die Welt ist groß und Rettung lauert überall / Світ великий, і спасіння чекає скрізь (1996, екранізовано в 2008)
- Autopol / Аутополь (1997, науково-фантастичний роман)
- Der Weltensammler / Збирач світів (2006, біографічний роман про Річарда Бертона)

## Визнання
- Премія Інґеборґ Бахман (1995),
- Марбурзька літературна премія (1996),
- Премія імені Адельберта фон Шаміссо (2000),
- Премія Лейпцизького книжкового ярмарку (2006),
- Берлінська літературна премія (2006).